# Paul de Forges
Charles Marie Paul de Forges (Nantes, 28 giugno 1912 – El'nja, 10 settembre 1943) è stato un militare e aviatore francese, che durante la seconda guerra mondiale fu pilota del GC 3 GC 3 Normandie-Niémen sul fronte orientale.  Mort pour la France.

## Biografia
Nacque a Nantes il 28 giugno 1912, all'interno di una famiglia benestante. All'età di 20 anni conseguì il brevetto di pilota civile. Nel marzo 1929, si arruolò nell'Aéronautique Militaire prima della chiamata alle armi, e nel giugno 1930 entrò nella Scuola pratica d'aviazione di Istres. Nel novembre 1930 venne assegnato al 1° GAA (Groupe d'aviation d'Afrique) ad Algeri, venendo promosso sergente nel febbraio 1931 e brevettandosi come pilota militare nel marzo successivo. Il suo comandante, il colonnello Pierre Weiss, riconobbe in lui un pilota eccezionalmente dotato. Parallelamente alla vita militare, appassionatosi all'Africa, nel tempo libero e nei periodi di licenza, conduceva una vita da turista insieme a sua madre, la contessa di Forges.
Dopo aver terminato il servizio militare, decise di dedicarsi completamente al mondo dell'aviazione. Effettuò numerosi collegamenti tra Algeri e Parigi, nonché diverse escursioni nel Sahara. Un fine settimana in Polonia, durante il quale ha percorso 4.000 km in quarantotto ore, passando per l'Austria al ritorno. Si trasferì nuovamente in Africa, dove iniziò una navigazione aerea così estesa che era impossibile seguirne gli spostamenti. Nel gennaio 1935, il colonnello Weiss lo presentò al famoso pilota e detentore del record Maurice Finat. I due aviatori decisero di stabilire il record nel collegamento Parigi-Madagascar.
Il 19 marzo 1935 alle 12:15, a bordo del Farman 359 (F-ALMK), lui e Maurice Finat decollarono dall'aeroporto di Marsiglia-Marignane diretti a Tunisi. Nella notte del 22, i due aviatori incontrarono una tempesta di tale violenza che furono costretti a tornare indietro e a raggiungere l'aeroporto di Malakal (Sudan). I due piloti decisero comunque di continuare il loro raid rimanendo bloccati in Mozambico dal 23 marzo al 2 aprile a causa di problemi meccanici. Il 3 aprile a mezzogiorno, lui e Maurice Finat atterrarono sul campo d'aviazione di Ivato-Tananarive. Il loro itinerario fu il seguente: Marsiglia, Ajaccio, Tunisi, Tripoli, Sirte, Tobruk, Amseat, Assuan, Wadi Halfa, Khartoum, Malakal, Juba, Kisumu, Dar es Salaam, Mozambico, Tananarive.
Per il loro ritorno in Francia, i due aviatori lasciarono Tananarive il 19 aprile. Il giorno dopo, poco dopo il decollo da Moshi nel territorio del Tanganica, in condizioni meteorologiche pessime, il Farman, che volava a bassa quota, fu improvvisamente trascinato verso terra da una violenta corrente discendente e precipitò nella foresta. Maurice Finat morì sul colpo mentre lui rimase gravemente ferito. Fu salvato dagli indigeni e da un missionario protestante, il reverendo Becker, che gli prestò i primi soccorsi. Venne trasportato all'ospedale europeo di Moshi per essere sottoposto a intervento chirurgico. Un chirurgo inglese, il dottor Sanderson, decise di rinviare l'amputazione della gamba sinistra e riuscì a portare a termine un'operazione molto delicata. Per diversi giorni i medici credettero che sarebbe morto e solo dopo due settimane decisero di non amputare. Dopo sei settimane lasciò l'ospedale di Moshi per Mombasa. Da all'ora in poi camminò sempre con un bastone.
Il 14 giugno 1935, accompagnato dalla madre che lo aveva raggiunto in aereo,  salì a bordo del Bernardin de Saint-Pierr a Monbasa, diretto in Francia. Racconterà l'odissea di questa incursione in un'opera intitolata: Vers la grande île avec Finat, pubblicata nel 1936.
Il 7 aprile 1936, a bordo del Farman F.190 denominato "Paris", lui, Philippe d'Estailleur-Chanteraine, il dottor Richou e il meccanico Vernas, decollarono da Parigi per raggiungere l'India. Il capo della missione, Philippe d'Estailleur-Chanteraine, decise di trascorrere tre mesi lontano dalla Francia continentale, per una missione di propaganda e di collegamento coloniale, sia a bordo del suo aereo che a bordo di uno yacht.  Dopo le soste in Tunisia, Tripolitania (Libia italiana) ed Egitto, l'equipaggio del "Paris" decollò per la Siria. Prima di raggiungere Damasco, un'improvvisa interruzione di corrente lo costrinse ad un atterraggio in campagna senza motore. Atterrò in emergenza sul fianco di una collina, e mentre i suoi compagni partirono con i bagagli in carovana verso Damasco, egli riuscì a tirare fuori l'aereo vuoto dal piccolo campo, nel quale erano rimasti solo pochi litri di benzina. La missione riprese e visitò Baghdad, Bassora, le regioni meridionali della Persia (Iran) e arrivò a Karachi il 20 aprile. Il giorno dopo, atterrò a Bombay e, il 22, il "Paris" sorvola l'India francese e girò intorno alla statua di Joseph François Dupleix che si trova nella piazza principale di Pondichéry, sul lungomare. Il 16 maggio il "Paris" arrivò a Chandernagor dove salutò l'India francese sulle rive del Gange. Passando per Agra, Jodhpur, Allahabad, riprese la via del ritorno per la Francia. Il 26 maggio arrivò a Karachi e il 1° giugno a Bouchir. Fu deciso di effettuare una visita in Persia e la missione di Estailleur-Chanteraine fece tappa a Shiraz, Isfahan e Teheran. Da Teheran a Parigi, via Damasco e Atene, sorvolando l'Asia Minore e il Mar Egeo l'aereo atterrò a Parigi il 22 giugno 1936, accolti dal Ministro dell'Aeronautica Pierre Cot, dal Ministro delle Colonie Marius Moutet e da una grande folla.
Fu richiamato in servizio attivo nell'Armée de l'air nel dicembre 1937,  assegnato al 33emé Escadre a Nancy e nominato sottotenente. Prestò servizio nel Groupe de Reconnaissance I/33 di base a Nancy e fu promosso tenente l'11 novembre 1939.
Il 20 dicembre 1939, durante una missione tra Magonza e Francoforte, il suo aereo, probabilmente un Potez 542, fu attaccato da un Messerschmitt Bf 109 e rimase ferito da un proiettile al braccio. Riuscì comunque a riportare l'aereo a terra insieme al suo osservatore, il tenente Novellet, e al suo mitragliere, il maresciallo Tourel. Tutti e tre vennero fatti prigionieri di guerra. Nel marzo 1940 fu internato all'Oflag di Lagluft e ancora sofferente alla spalla, venne rimpatriato per motivi di salute nel marzo 1941.
Determinato ad unirsi alla Francia Libera, Louis Castex, avvocato di Tolosa, organizzò la sua partenza insieme a René François Drouillet, il pilota del Negus Hailé Selassié. Arrivato a Pau il 29 novembre 1942, attraversò il confine a Val-d'Aran il 2 dicembre 1942, per poi entrare in Spagna e raggiungere da qui l'Inghilterra.
Al suo arrivo a Londra si arruolò nella FAFL (Mle n° 35346), il 21 gennaio 1943.  Assegnato inizialmente al Quartier generale dell'aviazione di Londra il 30 gennaio, si unì poi alla CI Air a Camberley il 19 febbraio, quindi infine al CA n° 1 il 6 aprile 1943.
Offertosi volontario per far parte dei rinforzi destinati alla GC 3 Normandie-Niémen, si unì alla sua nuova unità a Kationki, in URSS, il 9 giugno 1943, come capitano, vice del comandante del gruppo. Ottenne la sua prima vittoria aerea il 15 luglio 1943, abbattendo un Messerschmitt Bf 110 su Krasnikovo. Il giorno abbatté un Bf 109, e tre giorni dopo uno Junkers Ju 88.

### La sua ultima missione
Martedì 31 agosto 1943 il GC 3 Normandie-Niémen effettuò 39 sortite durante la giornata.
Al mattino, Roland de La Poype e  Léo Barbier abbatterono un cacciabombardiere Junkers Ju 87 Stuka ciascuno, mentre un terzo è abbattuto da Marcel Lefevre in collaborazione con Joseph Risso, altri due sono danneggiati da Didier Béguin e Jacques Mathis. Lefrevre abbatté anche un aereo da caccia Focke-Wulf Fw 190.
Nel pomeriggio, il "GC3 Normandie" venne designato ad accompagnare gli aerei russi in una nuova missione di copertura delle truppe sovietiche nel settore di Lelnia.
Arrivato sopra Ielnia, 75 chilometri a sud-est di Smolensk, il GC3 Normandie-Niémen avvistò aerei nemici  ed entrò in combattimento sopra la ferrovia Smolensk-Orel contro un centinaio di bombardieri scortati dai caccia.
Nonostante la superiorità numerica avversaria, un bombardiere Heinkel He 111 venne abbattuto da Albert Durand, mentre Henry Foucaud e Gérald Léon abbatterono ciascuno un caccia Focke-Wulf Fw190. Un terzo fu abbattuto congiuntamente da Joseph RissoI e Jacques Mathis, e un quarto fu probabilmente abbattuto da Yves Fauroux. Terminate le munizioni, il combattimento cessò.
Rientrati alla base, quattro aerei del GC3 Normandie-Niémen risultarono dispersi. Si trattava di quelli pilotati da Paul de Forges, Alexandre Laurent, Yves Fauroux e Jean de Sibour. In serata fu comunicato che Fauroux, ferito, era atterrato in emergenza in un aeroporto vicino a Viazma. Per quanto riguarda de Sibour, nessuno dei piloti che presero parte all'azione riuscì a dare informazioni sulla sua sorte, mentre Laurent fu ritrovato morto il giorno successivo. I corpi di de Sibour e di de Forges risultarono dispersi.
Solo nel 1998 il suo aereo, uno Yakovlev Yak-9, venne ritrovato presso Bivalka, un piccolo villaggio a 80 chilometri da Smolensk. Le parti del velivolo ritrovate portavano il numero si matricola del suo aereo, ma il corpo del pilota non poté essere recuperato a causa della natura del terreno. La parte posteriore del suo Yak-9 è esposta al "Memorial Normandie-Niémen" a Les Andelys. Questo è stato l'argomento di un film documentario intitolato "L'ignoto del Normandie-Niémen", realizzato nel 1998. 
Essendo uno dei 123 membri della FAFL dispersi senza ricevere alcuna sepoltura, il suo nome figura sulla stele commemorativa di Le Tréport inaugurata nel giugno 2022.

## Pubblicazioni
- Vers la grande île avec Finat, Roche d'Estrez, 1936.